# 东兴路站 (天津市)
东兴路站是天津地铁9号线的地铁车站，位于中华人民共和国天津市河东区六纬路与东兴路交叉口西北侧，于2011年5月1日开通。

## 车站构造
东兴路站位于六纬路与东兴路交叉口西北侧，沿六纬路设置，大致呈东西走向，为地下两层岛式站台车站，车站长199.8米，标准段宽18.5米，车站地下一层为站厅层，地下二层为站台层，站台设置全高站台门。
| 地面              | 出入口 | A、B、C出入口                                                                                           |
| 地下一层          | 站厅   | 客服中心、自动售票机、验票机                                                                            |
| 地下二层          | 站台   | \| \| \| █ 9号线往天津站（直沽） \| \| 島式 · 開左邊车门 \| \| \| \| \| \| █ 9号线往东海路（中山门） \| |
|                   |        | █ 9号线往天津站（直沽）                                                                                 |
| 島式 · 開左邊车门 |        | |
|                   |        | █ 9号线往东海路（中山门）                                                                               |

## 车站出口
东兴路站共设3个出入口，各出口及周围设施如下所示：
|                                      |      |        |                        |
| 出口编号                             | 照片 | 地点   | 可到达目的地           |
| 出口 · A · 扶手电梯标志              |      | 六纬路 | 中交春映海河，蝶桥公寓 |
| 出口 · B · 扶手电梯标志              |      | 六纬路 | 海峰公寓，天津轻纺商城 |
| 出口 · C · 升降机标志 · 扶手电梯标志 |      | 东兴路 | 神州花园               |
| 註： 設有 \| 設有扶手電梯            |      |        |                        |

## 换乘交通
| 公共汽车线路 \| 编号 \| 编号 \| 线路 \| 线路 \| 线路 \| 收费 \| 运营商 \| 备注 \| \| ---- \| ---- \| ------------ \| ---- \| ---------------- \| ---- \| ---------- \| --------------- \| \| \| 666 \| 中心公园 \| ⇆ \| 民航大学公交站 \| 2元 \| 公交四公司 \| 合并原840路西段 \| \| \| 760 \| 天津站（A2） \| ⇆ \| 胸科医院环湖医院 \| 2元 \| 公交四公司 \| 合并原 858东段 \| |      |              |      |                  |      |            |                 |
| 编号 | 编号 | 线路         | 线路 | 线路             | 收费 | 运营商     | 备注            |
| | 666  | 中心公园     | ⇆    | 民航大学公交站   | 2元  | 公交四公司 | 合并原840路西段 |
| | 760  | 天津站（A2） | ⇆    | 胸科医院环湖医院 | 2元  | 公交四公司 | 合并原 858东段  |

| 编号 | 编号 | 线路         | 线路 | 线路             | 收费 | 运营商     | 备注            |
| ---- | ---- | ------------ | ---- | ---------------- | ---- | ---------- | --------------- |
|      | 666  | 中心公园     | ⇆    | 民航大学公交站   | 2元  | 公交四公司 | 合并原840路西段 |
|      | 760  | 天津站（A2） | ⇆    | 胸科医院环湖医院 | 2元  | 公交四公司 | 合并原 858东段  |

## 车站历史
本站工程名与正式站名均为东兴路站，以车站东南侧的东兴路命名。
- 2007年3月11日，车站主体结构完工[3]。
- 2011年5月1日，车站随9号线中山门至十一经路站段通车开通[1]。
- 2015年
  - 8月13日，受2015年天津港危化品仓库爆炸事故影响9号线全线停运，车站关闭[4]。
  - 12月16日，9号线部分路段恢复运营，车站重新开放[5]。
- 2023年11月29日，车站C出入口因施工关闭，12月3日重新开放[6]。
- 2024年
  - 3月27日，车站A出入口因顶棚结构维修施工暂时关闭[7]。
  - 4月2日，车站B出入口因顶棚结构维修施工暂时关闭，A出入口恢复开放[8]。
  - 4月8日，车站B出入口恢复开放。

## 其他
如其他2015年前开通的9号线车站，车站由天津滨海快速交通发展有限公司运营管理时期英文站名及报站为Dongxing Road Station。天津轨道交通集团运营后，逐步更换为线网统一的拼音标识。